# マススタート
マススタート(英: Mass start)とは、集団で行われる競争競技において、集団が同時にスタートすることを指す。陸上競技の長距離走やマラソン、自転車ロードレース、クロスカントリースキーやバイアスロン、スピードスケートなどで行われている。「マス」という語は集団を意味する。

## スピードスケート

### 沿革
2015年にスピードスケートの世界距離別選手権で採用され、2018年平昌オリンピックで初めてオリンピックの種目に採用された。

### ルール
20人前後の選手が一斉にスタートし、1周約400 mのコースを男女共に16周走り、4の倍数の周回数（4・8・12周目）に上位3選手がそれぞれ3ポイント・2ポイント・1ポイントを得ることができ、ゴール時に上位6選手がそれぞれ、60ポイント・40ポイント・20ポイント・10ポイント・6ポイント・3ポイントを得て、そのポイントの合計で最終順位を決める。先頭から1周遅れた時点で失格となる。スタート直後の転倒事故防止のため1周目は集団で走り、良いポジションを得るための加速は禁止されている。違反すると失格となる。2周目以降から加速することが可能となる。また選手はショートトラック同様にヘルメットとグローブを着用して競技に臨む。
平昌オリンピックでは1回戦で12人、決勝戦では1回戦の各組8人ずつの合計16人が参加する。

### 戦略
実力的にゴール時に上位3着（表彰台）に入ることが難しい選手などは、レース序盤で後続を大きく引き離し4周ごとの通過ポイントを獲得することで入賞を狙う作戦をとる場合がある。実際に、平昌オリンピックの女子マススタートではエストニアのサスキア・アルサルがこの手法で4位入賞を果たしている。
当競技は個人種目であるが、同一国や同一チームの選手で固まって滑走し、後方選手の空気抵抗を抑えながらレース終盤の上位進出を狙うといった団体戦としての作戦をとることも可能である。
1500m以上の中長距離の選手が出場するが、連携面や戦術面でチームパシュートやショートトラックに近く、チームパシュートの代表選手やショートトラック出身の選手が好成績をおさめている。平昌オリンピックではチームパシュートで金メダルを獲得した髙木菜那が女子マススタートでも金メダルを獲得したほか、男子マススタートで金メダルを獲得した李承勲、女子マススタートで銀メダルを獲得したキム・ボルムはショートトラックから転向した選手である。